# Фуюань (посёлок)
Фуюа́нь (кит. упр. 抚远镇, пиньинь Fǔyuǎn zhèn) — посёлок в городском уезде Фуюань городского округа Цзямусы провинции Хэйлунцзян (КНР). Расположен на правом берегу реки Амур, в 65 км от Хабаровска. Расстояние от Пекина по прямой — приблизительно 1700 км, по железной дороге — приблизительно 2200 км. В посёлке Фуюань размещается правление городского уезда Фуюань. В посёлке есть железнодорожная станция, автовокзал и речной вокзал.

## История
Во время Второй мировой войны в ходе Маньчжурской операции советской армией в этих местах 9 августа 1945 года был высажен Фуюаньский десант.

## Экономика
В 2011 году объём ВВП составил 3987 млн. юаней, годовой рост составил 15,2 %.

## Административное деление
Посёлок Фуюань делится на 6 общин, 1 деревню, 1 национальную деревню и 2 бригады:
- община Сишань (西山社区)
- община Линьцзян (临江社区)
- община Синьсин (新兴社区)
- община Чжунсинь (中心社区)
- община Чэннань (城南社区)
- община Синьцзянь (新建社区)
- Хунгуан-Нанайская национальная деревня (红光赫哲族村)
- деревня Хэси (河西村)
- бригада Шитоувоцзы (石头卧子队)
- бригада Лянцзы (亮子队)

## Транспорт
В посёлке имеется маршрутное такси. Туристы обычно передвигаются пешком или на обычном такси (стоимость — ¥5 днём, ¥10 ночью, независимо от расстояния и количества пассажиров).
Посёлок связан регулярным автобусным сообщением с многими населёнными пунктами провинции: Циньдэли (勤得利, Тунцзян), станцией «Посёлок Цяньцзинь» (前进镇, Тунцзян), Тунцзяном, Жаохэ (饶河村, Шуанъяшань), Фули (福利村, Фуцзинь), Фуцзинь, Шуанъяшань, Цзямусы, Харбином.
С 2011 года посёлок Фуюань соединён 170-километровой железнодорожной веткой со станцией «Посёлок Цяньцзинь», и тем самым — со всей железнодорожной сетью Китая. 19 декабря 2012 открылось регулярное пассажирское сообщение с Харбином (поезд K7065/K7066, время в пути — 17 часов).
В период летней навигации (с мая по октябрь включительно) очень популярно речное пассажирское сообщение с Хабаровском. Ежедневно по маршруту курсируют несколько скоростных теплоходов «Полесье» (время в пути 50-80 минут). Также на маршруте работают теплоходы: «Москвич», «Москва» и «ОМ» (время в пути 3-5 часов).
В 16 км к югу от посёлка находится аэропорт Фуюань.

## Торговля
Для русских туристов Фуюань прежде всего известен, как самый близкий к Хабаровску центр приграничной торговли в Китае. В посёлке имеется больше сотни различных магазинов, рынок «Чжэнъян» (正阳), три крупных торговых центра: так называемые старый и новый универмаги и самый большой торговый центр Фуюаня «Дада» (大大, что в переводе означает «очень большой»).
Торговая жизнь в Фуюане протекает в основном в центральной точке посёлка в районе перекрёстков одной из центральных улиц Чжэнъян (正阳路) с улицами Тунхуа (通化街) и Синьсин (新兴街). Здесь расположено большинство магазинов, предлагающих основную массу распространённых товаров, а также многочисленные рестораны.
В большинстве торговых точек и ресторанов с туристами из России общаются на русском языке. При расчётах в качестве валюты используются как юани, так и рубли.

## Достопримечательности
- Парк «Сишань» (西山公园) и парковые ворота (进山牌楼)

- Памятник советским морякам, погибшим при освобождении Китая от японских захватчиков в 1945 году (苏联海军英雄烈士纪念碑). Описание памятника (сохранена орфография оригинала):

Мемориальный парк советских морских военов павших героями находится в западных горах уезда Фуюань, парк — символ дружбы между китайскими и российскими народами.
8 августа 1945 года, с целью сражения до окончательного разгрома японских мелитористов, советская армия выставила войска в северо-восточный район Китая и открыла огонь в уезде Фуюань. В сентябре этого же года народное правительство уезда Фуюань построило этот мемориальный парк в память 27 погибших советских солдатов для освобождения Фуюань.
Памятник — основное сооружение парка, в лицевой стороне надпись: «Памятник советским военно-морским павшим героям». На тылиной стороне надпись секретаря совета первого созыва провинции Хэйлунцзян КПК Оу Янцинь «Дружба между китайскими и советскими народами живет в веках, скрепленная кровью».
— Совет уезда Фуюань КПК, Народное Правительство уезда Фуюань, 1 ноября 2003 года
- Набережная (沿江公园)
- Ворота на въезде в посёлок (东方第一县, «Первый уезд с востока страны»)
- Смотровая площадка на сопке Наньшань (南山)
- Храм «Дунмин» (东明寺)
- Музей пресноводных рыб (黑龙江鱼展馆)

## Виды Фуюаня
- Фуюаньская телебашня на сопке Наньшань
- Ночной Фуюань, вид со смотровой площадки Наньшань
- Центральная улица — Чжэнъян